# Elektrownia jądrowa Trawsfynydd
Elektrownia jądrowa Trawsfynydd – nieczynna brytyjska elektrownia jądrowa położona nad zbiornikiem Llyn Trawsfynydd koło miejscowości Trawsfynydd, w hrabstwie Gwynedd, w Walii. Jej dwa reaktory typu Magnox pracowały w latach 1959-1991.

## Reaktory
| Nazwa bloku   | Typ reaktora    | Producent / Dostawca | Właściciel                        | Operator    | Rozpoczęcie budowy | Stan krytyczny  | Włącz. do sieci  | Trwałe wyłączenie | Moc elektr. netto (MW) | Moc elektr. brutto (MW) | Moc termiczna (MW) |
| ------------- | --------------- | -------------------- | --------------------------------- | ----------- | ------------------ | --------------- | ---------------- | ----------------- | ---------------------- | ----------------------- | ------------------ |
| Trawsfynydd 1 | GCR typu Magnox | UKAEA                | Nuclear Decommissioning Authority | Magnox, Ltd | 1 lipca 1959       | 1 września 1964 | 14 stycznia 1965 | 6 lutego 1991     | 195                    | 235                     | 850                |
| Trawsfynydd 2 | GCR typu Magnox | UKAEA                | Nuclear Decommissioning Authority | Magnox, Ltd | 1 lipca 1959       | 1 grudnia 1964  | 2 lutego 1965    | 4 lutego 1991     | 195                    | 235                     | 850                |